# 比列希納
50°37′34″N 32°24′6″E / 50.62611°N 32.40167°E
比列希納（烏克蘭語：Білещина），是烏克蘭的村落，位於該國北部切爾尼戈夫州，由普里盧基區負責管轄，始建於1600年，面積0.41平方公里，海拔高度127米，2001年人口42，人口密度每平方公里101.94人。